# El Atazar
El Atazar es un municipio y localidad española de la Comunidad de Madrid. El término cuenta con una población de 107 habitantes (INE, 2022).

## Toponimia
No se sabe con certeza el origen del nombre. Antiguamente era "Latazar", como se menciona en el Libro de la montería de Alfonso XI. Se atribuye una raíz celto-germánica e incluso vasca, aunque la mayoría se inclina por una procedencia árabe.

## Historia
Es posible que El Atazar se haya formado en un campamento de origen árabe, en el siglo XII. En el término fue encontrada una de las torres de vigías de la red de atalayas de la marca media antemural.
En el año 1083 fue reconquistado Buitrago del Lozoya por Alfonso VI, y trece años después también El Atazar, que seguramente fueran tan solo cabañas. En 1368 pasó a formar parte del señorío de Buitrago, y en 1490 se alzó con el título de villa, gracias a Íñigo López de Mendoza, al parecer se hizo con el título de villa porque se encontraba lejos y aislada.
En el siglo XVII El Atazar prosperó mucho, alcanzó los 212 habitantes, su mayor cifra. Se vivía de la agricultura y ganadería básicamente, y a mediados del siglo XX, la mayor parte de la población abandonó El Atazar, después de la guerra civil, aunque en los últimos años el turismo de naturaleza ha atraído miles de turistas, los fines de semana o vacaciones, y ha recuperado nuevos vecinos, entre ellos algunos jóvenes que eran originarios de este municipio.
Ya en el año 1833, al igual que muchísimos otros pueblos, pasó a formar parte de la provincia de Madrid, ya que antes formaba parte de la provincia de Guadalajara. Se dice que hace siglos había dos asentamientos hoy desaparecidos, La Venta de la Paradilla y Santa María de la Encina.
A mediados del siglo XIX, el lugar contaba con una población censada de 200 habitantes. La localidad aparece descrita en el tercer volumen del Diccionario geográfico-estadístico-histórico de España y sus posesiones de Ultramar de Pascual Madoz de la siguiente manera:

ATAZAR: l. con ayunt. de la prov. y aud. terr. de Madrid (12 leg.), part. jud. de Buitrago (3), dióc. de Toledo (24), c. g. de Castilla la Nueva: sit. entre 2 riach. en una altura rodeada de elevados cerros, llamados del Atazár, en donde lo baten todos los vientos: su clima es frio y poco saludable, esperimentándose frecuentemente enfermedades reumáticas, efecto, segun opinión de los facultativos, de estar el pueblo dominado al S. por una elevadisima montana. Tiene 30 casas de malísima construccion, con la municipal, y 1 igl. parr., bajo la advocacion de Sta. Catalina, servida por 1 cura párroco, cuya vacante provee el ordinario en concurso general. Para servicio de los vec. hay 1 fuente de aguas esquisitas. Confina el térm. con el de la Puebla de la Mujer Muerta, Alpedrete, Cervera, Robledillo y Patones, cuyos pueblos distan 2 leg.; le baña á 1/4 leg. de la pobl. el r. Lozoya que pasa por el ponton de la Oliva: el terreno es malo y miserable por la mucha cantidad de pizarra de que se compone su superficie, y comprende un monte poblado de jaras y algun rebollo: los caminos son locales y en mal estado: se recibe la correspondencia en Buitrago por los mismos interesados: prod.: poco centeno, y solo se mantienen algunos cortos hatos de cabras, caza menor y truchas, barbos y bogas en el r.: pobl.: 40 vec., 200 alm.: cap. prod.: 528,137 rs.: imp.: 29,940: contr. segun el cálculo general de la prov. el 11 por 100: presupuesto municipal: 250, del que se pagan 200 al secretario por su dotacion, y se cubre con el corto caudal de propios.
(Madoz, 1846, pp. 90-91)

## Demografía
Cuenta con una población de 107 habitantes (INE 2024).
| Gráfica de evolución demográfica de El Atazar entre 1842 y 2021 |
| |
| Población de derecho según los censos de población del INE Población de hecho según los censos de población del INEEn este censo se denominaba El Altazar: 1842 Entre el censo de 1930 y el anterior, aparece este municipio porque se segrega del municipio 28124 (Robledillo de la Jara) Entre el censo de 1857 y el anterior, este municipio desaparece porque se integra en el municipio 28124 (Robledillo de la Jara) |

| Año  | Habitantes | Renta | Año  | Habitantes | Renta  | Año  | Habitantes | Renta  |  |
| ---- | ---------- | ----- | ---- | ---------- | ------ | ---- | ---------- | ------ |  |
| 1548 | 24         | - €   | 1996 | -          | - €    | 1998 | 95         | 3372 € |  |
| 1647 | 15         | - €   | 1990 | 88         | 5776 € | 1999 | 89         | 3044 € |  |
| 1656 | 17         | - €   | 1992 | 86         | 3782 € | 2000 | 87         | 2558 € |  |
| 1670 | 14         | - €   | 1993 | 88         | 2580 € | 2001 | 92         | - €    |  |
| 1768 | 212        | - €   | 1994 | 92         | 2956 € | 2002 | 101        | 2174 € |  |
| 1855 | 200        | - €   | 1995 | 101        | 3434 € | 2003 | 101        | 3526 € |  |
| 1928 | 135        | - €   | 1996 | 96         | 3788 € | 2004 | 105        | - €    |  |
| 1950 | 88         | - €   | 1997 | 96         | 3819 € | 2005 | -          | - €    |  |

## Transporte público
Tan sólo hay una línea de autobús en el municipio y no tiene conexión directa con Madrid.
| Línea | Recorrido             |
| ----- | --------------------- |
| 913   | Torrelaguna - Patones |

## Monumentos y lugares de interés

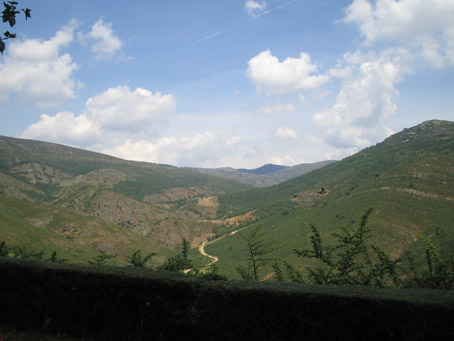
Entorno de El Atazar

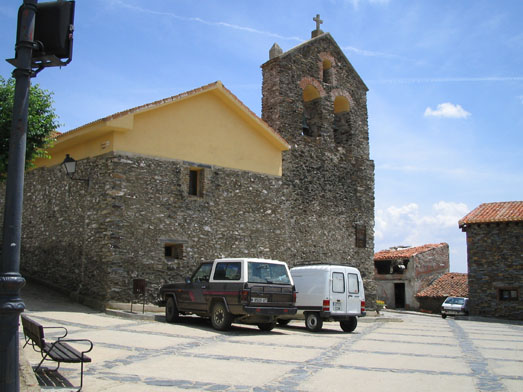
Iglesia de Santa Catalina

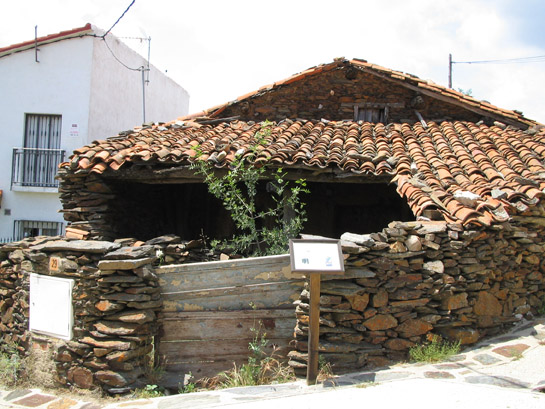
Casa típica

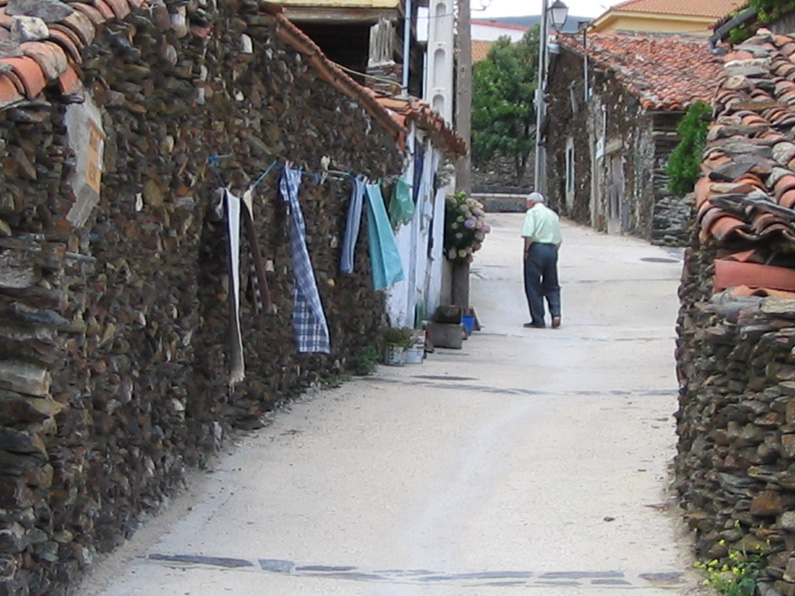
Calle escogida al azar

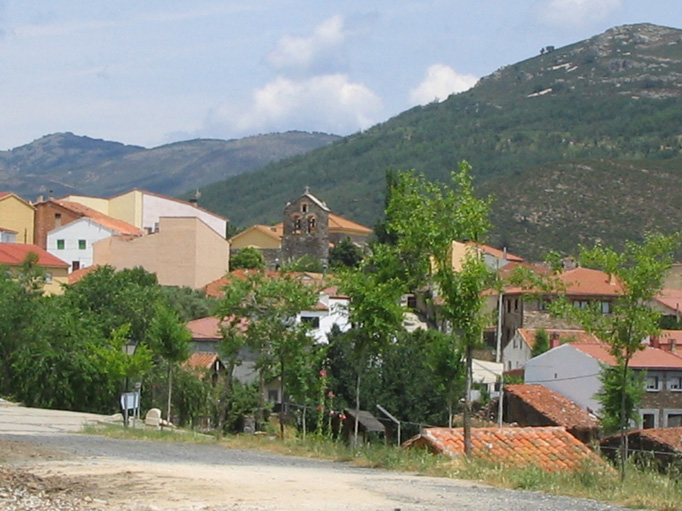
Calle del pueblo

### Embalse del Atazar
El gran atractivo del municipio es el embalse del Atazar, el embalse más grande de toda la Comunidad de Madrid. Fue inaugurada el 10 de abril de 1972 por el general Francisco Franco, su capacidad es un 45 % de todo el abastecimiento de la Comunidad de Madrid. Es de bóveda de doble curvatura, con 134 metros sobre cimiento. La localidad se encuentra próxima al embalse que da nombre.
El embalse de El Atazar dejó incomunicada la localidad, porque inundó la antigua carretera que unía el Atazar con Cervera de Buitrago. Desde la construcción de la presa, se comunica a través de la carretera M-133 pasando por coronación hacia El Berrueco y por la M-134 a Torrelaguna. Presa de la Parra, situada en el río Lozoya entre la presa de El Atazar y el Pontón de la Oliva (primera presa del río Lozoya y origen de la empresa pública Canal de Isabel Segunda, actualmente sin explotación), en el límite del término con el vecino municipio de Patones.
El azud de La Parra, catalogado como bien de interés cultural (BIC), es un azud de poca altura que recoge los últimos 50 hectómetros cúbicos del embalse de El Atazar, que quedan entre la cota de la toma inferior de la torre de toma y la cota del desagüe de fondo. En su margen derecho inicia su origen el canal que enlaza con el Pontón de la Oliva.

### Iglesia de Santa Catalina
Se encuentra en la plaza de la Constitución, está construida con mampostería de pizarra, es barroca, y construida en el siglo XVII, aunque el presbiterio es del siglo XVI.

### Fragua y la Casa
En su día fue vivienda.

### Núcleo urbano
Se asienta en una ladera de una montaña. En la plaza de la Constitución la edificación es muy compacta, en cambio, en el resto del pueblo las edificaciones están más dispersas, con extensas plazas y calles. Las construcciones están dedicadas básicamente a uso residencial. Tiene forma de abanico, a partir del ayuntamiento. Sus casas son de arquitectura serrana, hechas con piedra con muros de lascas, y está declarada "núcleo de interés rural".
Sobre la ladera abundan muchos tipos de plantas y árboles.

### Parque de las Eras
Es un agradable parque con un bellísimo paseo por el norte de la localidad, tiene un mirador hacia el embalse y las montañas, cuyas cimas superan los 1300 m.

### Eras pavimentadas
Su origen se remonta al siglo XVII, se sitúa al norte del casco urbano, servían para trillar. Cabe destacar que están soladas con lanchas de pizarra. En la actualidad el ayuntamiento ha convertido este espacio en un gran parque, ha rehabilitado y museabilizado, así el visitante puede entender el duro trabajo del campo mientras da un agradable paseo.

### Fuente Vieja
Se localiza a 1 km de la localidad del Atazar, se dice que es de origen árabe, es del año 1585.

## Fiestas
- Santa Catalina de Alejandría. Se acompaña a la imagen de la virgen por la localidad, se realizan actos culturales.

Es el 25 de noviembre
- Fiesta de la Vaquilla (carnaval). Coincide con los carnavales, el día anterior las mujeres cubren con pañuelos una estructura de madera, con cuernos y rabo que asemeja a la parte superior de una vaca, el sábado de carnaval se corre la vaquilla por los "mozos del pueblo" por las calles de la Villa, este evento se mantuvo incluso en la dictadura cuando Franco prohibió los carnavales.
- Cruz de Mayo. Fiesta patronal, se celebra a principios de mayo. Procesión con el santo las calle del municipio, actos culturales.
- Fiestas de Agosto o fiestas de verano. Se celebran el primer fin de semana de agosto, hay competiciones deportivas, cine de verano, play-back y disfraces.

## Entorno
Se encuentra en la Comarca del Valle Bajo del Lozoya. Su territorio está muy accidentado, se alcanzan los 1439 metros en los Montes de Pinilla y la sierra de Somosierra, sin embargo en el sur hay zonas con una altitud inferior a los 700 metros, en el Valle Bajo del Lozoya, que sirve de frontera con Patones, el municipio vecino. Los municipios madrileños con los que linda son: Patones, Cervera de Buitrago, Robledillo de la Jara y Puebla de la Sierra.
La superficie del municipio es de 29,5 km². La localidad de El Atazar está a 995 metros de altitud sobre el nivel del mar.

## Fauna y vegetación

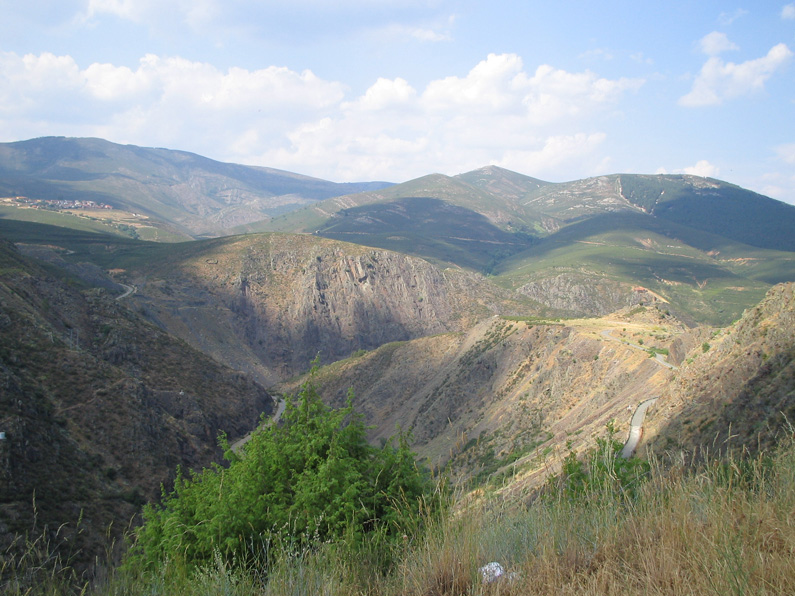
Entorno del Atazar

Ya a mediados del siglo XIX se mencionaba que el «el terreno es malo y miserable por la mucha cantidad de pizarra de que se compone su superficie, y comprende un monte poblado de jaras y algún rebollo».
Hoy día la vegetación no es demasiado abundante, el paisaje es árido y escabroso, hay pocos bosques, excepto en las zonas de repoblación, en escasos lugares, y en las cuencas de los ríos Puebla y Riato, el resto de la superficie está ocupada por monte bajo: estepa, romero y espliego, y muchísimas jaras al lado del río Lozoya. Hay palomas, conejos, liebres, perdices, jabalíes, corzos, nutria en el río Lozoya y se ha reintroducido cabra hispánica procedente de la Pedriza. 
En cuanto a aves hay garza real o el ánade real, con reptiles como la culebra de collar, la hocicuda, la bastarda la salamanquesa o el lagarto ocelado, con peces como los barbos, las bogas, las truchas y los lucios, es general hay una gran variedad de fauna. Hay zonas de El Atazar dentro de la Reserva Nacional de Caza de Sonsaz.

## Gobierno
En las elecciones municipales del año 2019, socialistas y populares empataron a 26 votos para el tercer concejal. Por ello, la Junta Electoral decidió desempatar con una moneda al aire, que le otorgó la alcaldía al PSOE.
- Alcalde: Juan Pablo Lozano García (PSOE)
- Vicealcaldesa: Carmen Magdalena Martín Fernández (PSOE)
- Concejal: Manuel José Rebollo Rosa (PP)[7]